# Михайлов, Василий Михайлович (Герой Социалистического Труда)
Василий Михайлович Михайлов (1891—1976) — советский рабочий, кузнец Балтийского завода, Герой Социалистического Труда (1957).

## Биография
В 1908 г. начал он свой трудовой путь кузнецом на Семянниковском заводе (затем объединение «Невский машиностроительный завод» имени В. И. Ленина). Первым его наставником был отец, кузнец того же завода. Работать приходилось вручную, в едком дыму и жаре. Плату получали нищенскую. С 1911 г. Василий стал трудиться на Балтийском заводе, ковал поковки для боевых русских кораблей «Петропавловск», «Полтава», «Сиваш», «Гангут».
В начале 1920-х годов Василий Михайлович делал шатуны и золотниковые тяги для первых советских лесовозов «Север» и «Сучан», детали для ледоколов и крупных теплоходов «Абхазия» и «Украина». Часто приходилось выполнять срочные заказы. В 1938 году рабочие завода за десять дней отремонтировали ледокол «Ермак», который правительство решило послать для снятия папанинцев с льдины.
Не раз доводилось бригаде В. М. Михайлова выполнять срочные ответственные задания и в годы Великой Отечественной войны. В 1956 г., когда завод отмечал своё 100-летие, В. М. Михайлов был награждён орденом Ленина.
Указом Президиума Верховного Совета СССР от 21 июня 1957 года за выдающиеся производственные достижения, развитие науки и техники и большой вклад, внесённый в освоение и внедрение новых прогрессивных методов труда на предприятиях промышленности, транспорта и стройках города Ленинграда, Василию Михайловичу Михайлову присвоено звание Героя Социалистического Труда с вручением золотой звезды «Серп и Молот» и второго ордена Ленина.